# Hierodula longedentata
Hierodula longedentata es una especie de mantis de la familia Mantidae.

## Distribución geográfica
Se encuentra en la Isla de Sunda.